# San Francisco (Heredia)
San Francisco è un distretto della Costa Rica facente parte del cantone di Heredia, nella provincia omonima.
San Francisco comprende 16 rioni (barrios):
- Aries
- Benavides
- Chucos
- El Cristo
- Esmeralda
- Esperanza
- Gran Samaria
- Granada

- Guararí
- Lagos
- Malinches
- Mayorga
- Palma
- Santa Cecilia
- Trébol
- Tropical